# Троицкая церковь (Киселёвка)
Троицкая церковь — православный храм, объект культурного наследия в селе Киселёвка Черниговской области.

## Охранный статус
Не стоит на государственном учёте.

## Описание
Троицкая церковь — пример деревянной культовой архитектуры конца 19 века.
Расположена в юго-восточной периферийной части села на мысообразном отроге возвышенного участка поблизости реки Десна.
Деревянная, на кирпичном фундаменте, внешне обшалированная горизонтальными досками. Одноглавая, крестообразная в плане с приалтарными межрукавьями. Позже у западного рамена пристроен тамбур. Четверик центрального объёма, который поднимается над ременами, с помощью заломов и треугольных пандативов переходит в восьмерик, увенчанный невысоким восьмигранным шатром с треугольными щипцами по сторонам света и декоративной главкой. Другие помещения имеют плоские потолки и двускатные крыши, которые на торцах рамен образуют треугольные фронтоны. Характеризуется центричностью композиции, компактностью, чему способствует общая пропорциональная слаженность, небольшие выступы рамен креста в плане. Освещается вертикальными окнами: четырьмя — в барабане, двумя — в каждом рамене, одним — в паламарне.
Декоративное офрмление экстерьера очень скромное — декоративные сандрики окон с треугольными завершениями, прямые обрамления дверей, краеугольные накладки, обшивка фронтонов «в ёлочку». Оформление интерьеров не сохранилось.